# Very Small Aperture Terminal

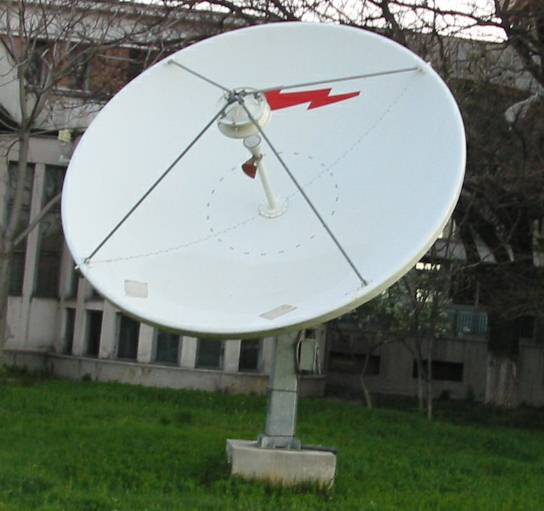
VSAT-C-Band-Antenne

Ein Very Small Aperture Terminal (VSAT) ist ein Satellitenempfänger und -sender mit Antennen mit sehr kleiner Arbeitsöffnung (aperture) für satellitengestützte Kommunikation. Anders als die ortsfesten Small Aperture Terminals der Satellitenbodenstationen können VSAT-Systeme auch mobil auf LKW, Containern oder Schiffen montiert werden.

## Standards und Technik
Der Durchmesser einer VSAT-Parabolantenne liegt bei dem 50- bis 100-fachen der Wellenlänge. Verglichen mit optischen Systemen sind sie klein. Denn dort ist das Verhältnis von Durchmesser und Wellenlänge größer als 1000.
VSAT-Antennen sind kleiner als 2 m für das Ka-Band, 4 m für das Ku-Band oder 8 m für das C-Band. Sie liegen zwischen den Hochgewinnantennen, wie sie z. B. im ESTRACK-Netz zum Einsatz kommen, und den sogenannten Ultra Small Aperture Terminals für den privaten Satellitenempfang. Oft bezeichnet man alle mobilen Antennen als VSAT.
Der Markt bietet unterschiedliche Systeme für die Datenübertragung. Die größte Verbreitung finden derzeit Systeme von Hughes, iDirect oder Viasat Inc. Viasat basiert auf dem DVB-RCS-Standard und sendet ein DVB/MPEG2-Signal. Die Systemkomponenten sind mit Ausnahme von Receivern und Transmittern an der Satellitenantenne in der Regel nicht kompatibel oder werden aus Wettbewerbsgründen zur Benutzung mit anderen Anbietern ausgeschlossen. Dennoch sieht der Aufbau eines VSAT in der Regel sehr ähnlich aus.

## Komponenten
Ein VSAT zum Anschluss eines Computers oder Netzwerks besteht in der Regel aus folgenden Komponenten
- Satellitenmodem: Ein je nach Anbieterstandard unterschiedlich ausgelegtes Modem zur Verbindung von Netzwerk und Sende/Empfangseinheit. Die Preise bewegen sich i. d. R. zwischen 300 und 1500 Euro. Die Modems werden meist „commissioned“ verkauft, d. h., sie funktionieren nur mit dem ursprünglichen Anbieter und lassen sich nur durch eine Freischaltung mit anderen Anbietern nutzen.
- Block Up Converter (BUC): Sendeeinheit an der Satellitenantenne. Verwendet werden normalerweise Ku-Band- oder C-Band-Transmitter. Die Sendeleistungen betragen zwischen 1 und 4 Watt, größere Leistungen sind verfügbar, stehen aber für VSAT aus Sicherheitsgründen nicht zur Verfügung. Ku-Band-Systeme sind wegen der günstigeren Hardware auf dem Vormarsch, Nachteil ist aber die Bandbreitenteilung mit anderen Teilnehmern (sog. „contention ratio“), die die Auslastbarkeit und damit Bandbreite des eigenen Systems starken Schwankungen unterwirft. Die Provider bieten jedoch auch als „full dedicated“ bezeichnete volle Bandbreiten an. Man unterscheidet invertierende und nichtinvertierende BUC: Ausgehend vom Basisband, bei dem die Informationen nach der Systemtheorie sowohl in den positiven als auch in den gespiegelten, negativen Frequenzen liegen, können nun beide Frequenzbänder (das positive oder das negative) an die gewünschte Stelle in den HF-Bereich verschoben (gemischt) werden. Geschieht dies mit den positiven Frequenzen im Basisband, so spricht man vom nichtinvertierenden Betrieb. Werden die negativen Frequenzen an die gewünschte Stelle gemischt, so ist es der invertierende Betrieb, weil der Amplitudengang des invertierten Signals genau gegenteilig ist.
- Low Noise Converter (LNC): Empfänger (Receiver) des Terminals. Die Technik ist sehr ähnlich den bei Fernsehsatelliten verwendeten Modulen. In der Regel ist der LNC die günstigste Komponente des Systems.
- Antenne: In Europa und Nordamerika reichen meist Parabolspiegel mit Durchmessern zwischen 0,9 und 1,2 Metern für eine gute Signalqualität im Ku-Band aus. Die Obergrenze der bei VSAT eingesetzten Antennen liegt bei rund 4 m. Die Preise liegen zwischen 200 und 2000 Euro je nach Größe und Qualität. Viele Anbieter verlangen zertifizierte Spiegel, oft funktioniert aber auch eine andere Antenne.
- Transceiver: BUC und LNC können auch in einer Einheit untergebracht werden. Das erspart die komplizierte Auftrennung der Signalwege, lässt sich wesentlich einfacher aufbauen und ist weniger störanfällig. Wegen der unterschiedlichen Polarisation der Signale verschiedener Satelliten lässt sich aber nicht jeder Transceiver an jedem Satellit einsetzen.

## Verfügbare Satelliten
Eine Auswahl derzeit gängiger Anbieter
- Eutelsat: Eurobird Serie, AB-Serie, Seasat 2, W-Serie. Gebietsabdeckung: Europa, Nordafrika und Sub-Sahara, Naher und Mittlerer Osten, Südamerika, Südostasien.
- PanAmSat: PAS-Serie. Gebietsabdeckung: Nord- und Südafrika, Europa
- Weitere Anbieter: NewSkies, Hellasat
- ND SatCom
- Intelsat

## Anwendungen von VSAT
- Internetzugang
- Sprach- und Fax-Übertragung
- Verbindungen zwischen Local Area Networks
- Internettelefonie bzw. VoIP
- Datenübertragung
- Videokonferenzen